# Kookaburra Universe
Pour les articles homonymes, voir Kookaburra.
Kookaburra Universe est une série de bande dessinée de science-fiction dérivée de la série Kookaburra. Chaque album, réalisé par des auteurs différents, présente des éléments de l'histoire d'un des personnages principaux de la série mère.

## Albums
- 1 Le Secret du Sniper[1], Soleil, 2002
Scénario : Crisse - Dessin : Nicolas Mitric
- 2 Taman Kha, Soleil, 2003
Scénario : Ange - Dessin : Nicolas Mitric - Couleurs : Christian Paty
- 3 Mano Kha, Soleil, 2004
Scénario : Ange - Dessin : Christian Paty - Couleurs : Patrick Noël
- 4 Skullface, Soleil, 2004
Scénario : Jean-Charles Gaudin - Dessin : Philippe Briones - Couleurs : Sébastien Lamirand
- 5 Les Larmes de Gosharad, Soleil, 2005
Scénario : Nicolas Tackian et Stéphane Miquel - Dessin : Ludolullabi - Couleurs : Sébastien Lamirand
- 6 Le Serment Dakoïd, Soleil, 2006
Scénario : Nicolas Mitric - Dessin : Olivier Peru - Couleurs : Stéphane Peru
- 7 Le Sourire de Myra, Soleil, 2007
Scénario : Sylvain Runberg - Dessin : Eduardo Ocaña - Couleurs : Stéphane Paitreau
- 8 Le Dernier Vol de l'Enclume[2], Soleil, 2007
Scénario : Jean-Luc Sala - Dessin et couleurs : Afif Khaled
- 9 Le Lamentin Noir, Soleil, 2008
Scénario et dessin : Louis - Couleurs : Sébastien Lamirand
- 10 Les Prêtresses d'Isis, Soleil, 2008
Scénario : Mathieu Mariolle - Dessin et couleurs : Aurore
- 11 L'Île des Amantes Religieuses, Soleil, 2009
Scénario : Olivier Paille - Dessin : Frédéric Campoy - Couleurs : Diane Brants
- 12 L'Honneur du Sniper, Soleil, 2010
Scénario : Nicolas Mitric - Dessin : Christophe Alliel - Couleurs : Simon Champelovier
- 13 L'Appel des Etoiles, Soleil, 2010
Scénario : Louis - Dessin : Arnaud Boudoiron - Couleurs : Sébastien Lamirand
- 14 Lames Sœurs, Soleil, 2010
Scénario : Laurent Peno-Mazzarino et Philippe Murat - Dessin : Sylvain Guinebaud - Couleurs : Sébastien Lamirand
- 15 Casus Belli - Terra Incognita, Soleil, 2012
Scénario : Rémi Guérin - Dessin : Sébastien Damour
- 16 Casus Belli - Invasion, Soleil, 2012
Scénario : Rémi Guérin - Dessin : Sébastien Damour

| Album   | Histoire                                                                                            |
| ------- | --------------------------------------------------------------------------------------------------- |
| Tome 1  | la jeunesse de Dragan Preko                                                                         |
| Tome 2  | la jeunesse de Taman Kha (1re partie)                                                               |
| Tome 3  | la jeunesse de Taman Kha (2e partie)                                                                |
| Tome 4  | la carrière de Skullface avant son accident                                                         |
| Tome 5  | un moment important de la carrière de Dragan Preko et le conflit entre les Terriens et les Amazones |
| Tome 6  | l'histoire de la race des Dakoïd                                                                    |
| Tome 7  | l'histoire de la petite Myra                                                                        |
| Tome 8  | la rencontre des parents de Brian                                                                   |
| Tome 9  | |
| Tome 10 | |
| Tome 11 | la rencontre entre Dragan Preko et Skullface                                                        |
| Tome 12 | la suite directe du tome 1                                                                          |

## Publication

### Éditeurs
- Soleil Productions : tomes 1 à 16 (première édition des tomes 1 à 16)